# Nenê (ur. 1983)
Nenê, właśc. Ânderson Miguel da Silva (ur. 28 lipca 1983 w Sorocabie) – brazylijski piłkarz występujący na pozycji napastnika.

## Kariera klubowa
Nenê swoją karierę zawodową rozpoczął w 2003 roku w klubie EC São Bento. Grał w nim do 2004 roku, po czym na rok przeniósł się do Riachuelo FC. W sezonie 2006 występował w Santa Cruz FC, dla którego zdobył 9 bramek w 29 pojedynkach brazylijskiej Série A. W 2007 roku Nenê przeniósł się do Cruzeiro EC i już w pierwszej kolejce sezonu 2007 strzelił bramkę w zremisowanym 2:2 spotkaniu przeciwko Fluminense FC. Łącznie w ligowych rozgrywkach Brazylijczyk zdobył dwa gole w 12 występach. W 2008 roku Nenê został wypożyczony do zespołu Ipatinga FC, dla którego strzelił 9 bramek w 29 ligowych pojedynkach.
W lipcu 2008 roku brazylijski napastnik przeprowadził się do Portugalii, gdzie podpisał kontrakt z drużyną CD Nacional. W pierwszej lidze portugalskiej zadebiutował 24 sierpnia w wygranym 3:1 wyjazdowym meczu przeciwko Leixões. 22 września Nenê w zwycięskim 2:0 spotkaniu z Vitórią SC strzelił pierwszego gola dla Nacionalu. Od tego czasu Brazylijczyk regularnie zdobywał bramki w meczach ligowych, a w wygranym 4:2 pojedynku przeciwko CF Os Belenenses dwa razy wpisał się na listę strzelców. Dwa gole strzelał również w meczach z FC Paços de Ferreira, Naval, rewanżu z Vitórią SC i w pojedynku przeciwko CD Trofense. Łącznie w sezonie 2008/2009 Nenê zdobył 20 bramek w 28 ligowych występach i został królem strzelców rozgrywek. Nacional w końcowej tabeli zajęło czwarte miejsce i zapewniło sobie prawo startu w rundzie eliminacyjnej Ligi Europy. W ataku swojego klubu Nenê grywał najczęściej z Angolczykiem Mateusem.
W czerwcu 2009 roku piłkarz przeszedł do grającego w Serie A Cagliari Calcio, z którym podpisał czteroletnią umowę. Kierownictwo klubu zapłaciło za transfer 4,5 miliona euro, a na mocy kontraktu Nenê ma zarabiać w Cagliari 450 tysięcy euro rocznie. 1 listopada Nenê strzelił dwa gole w zwycięskim 3:0 meczu z Atalantą BC.

## Sukcesy
- król strzelców Primeira Ligi: 2008/09
- król strzelców Liga Portugal 2: 2023/24